# Zimirina
Zimirina is een geslacht van spinnen uit de  familie van de Prodidomidae.

## Soorten
- Zimirina brevipes Pérez & Blasco, 1986
- Zimirina cineris Cooke, 1964
- Zimirina deserticola Dalmas, 1919
- Zimirina gomerae (Schmidt, 1981)
- Zimirina grancanariensis Wunderlich, 1992
- Zimirina hirsuta Cooke, 1964
- Zimirina lepida (Blackwall, 1859)
- Zimirina moyaensis Wunderlich, 1992
- Zimirina penicillata (Simon, 1893)
- Zimirina relegata Cooke, 1977
- Zimirina spinicymbia Wunderlich, 1992
- Zimirina tenuidens Denis, 1956
- Zimirina transvaalica Dalmas, 1919
- Zimirina vastitatis Cooke, 1964